# Децим Гатерий Агриппа
Де́цим Гате́рий Агри́ппа (лат. Decimus Hatherius Agrippa; казнён в 32 году, Рим, Римская империя) — древнеримский государственный и политический деятель, ординарный консул Империи в 22 году.

## Происхождение
Децим Гатерий родился в семье двух плебеев: знаменитого оратора Квинта Гатерия, консула-суффекта 5 года до н. э., и одной из дочерей Марка Випсания Агриппы. В историографии существуют различные мнения относительно того, какая именно это была дочь: большинство считает, что мать Децима Гатерия была дочерью Марка Агриппы от первого брака с Цецилией Аттикой — то есть, Випсания Агриппина (в этом случае Гатерий Агриппа был пасынком императора Тиберия) или её сестра. Напротив, А. Бобович, автор комментариев к «Анналам» Тацита (под общей редакцией С. Л. Утченко), указал, что матерью Гатерия могла быть дочь Марка Випсания Агриппы от второй жены — Клавдии Марцеллы-старшей, племянницы Октавиана Августа.

## Биография
Около 3 года до н. э. Децим женился на Домиции Лепиде, старшей дочери ординарного консула 16 года до н. э. Луция Домиция Агенобарба и Антонии Старшей. Домиция приходилась внучкой триумвиру Марку Антонию и внучатой племянницей императору Августу. То обстоятельство, что Гатерий породнился с династией Юлиев-Клавдиев, однако, не сказалось на скорости его гражданско-политической карьеры (сursus honorum). Скорее всего, в карьерном росте ему пришлось выдержать все возрастные цензы. Исходя из этого, консулом он смог стать не ранее, чем в 42 года. В этом случае можно приблизительно определить дату его рождения: это период около 20 года до н. э.
Лишь в 15 году, уже после смерти Октавиана Августа, он стал народным трибуном.

…Эти волнения обсуждались в сенате, и было внесено предложение предоставить преторам право налагать на актёров наказание розгами. Против этого заявил протест народный трибун Гатерий Агриппа, на которого напустился с бранной речью Азиний Галл, между тем как Тиберий хранил молчание, оставляя сенату эту видимость свободы. Всё же протест трибуна возымел силу, так как божественный Август некогда заявил, что актёры не подлежат телесному наказанию, и Тиберию не подобало отменять его решение.— Тацит
В 17 году Децим Гатерий был избран претором. Эпизод, связанный с избранием, приводит тот же Тацит:

… Германик и Друз (оба тогда ещё были в Риме) поддерживали родственника Германика Гатерия Агриппу; напротив, большинство настаивало на том, чтобы из числа кандидатов предпочтение было отдано наиболее многодетному, что отвечало и требованиям закона. Тиберий радовался, что сенату приходится выбирать между его сыновьями и законом. Закон, разумеется, был побеждён, но не сразу и незначительным большинством голосов, как побеждались законы и в те времена, когда они ещё обладали силою.
В 22 году Децим был назначен ординарным консулом; примечательно, что его коллегой стал Гай Сульпиций Гальба — сын консула-суффекта в 5 году до н. э., который тоже был коллегой отца Гатерия по консулату.

Затем последовало консульство Гая Сульпиция и Децима Гатерия; в этом году во внешних делах не произошло никаких осложнений, но в самом Риме стали бояться строгостей против роскоши, которая безудержно распространялась по всем путям расточительства. Иные расходы, сколь бы огромными они ни были, удавалось утаивать, чаще всего приуменьшая цены, но что касается трат на чревоугодие и распутство, то о них постоянно толковали в народе, и это вызвало опасения, как бы принцепс круто не повернул к старинной бережливости.— Тацит
В то время он пользовался доверием Тиберия, советуя ему некоторые законопроекты. В частности, он предлагал ограничить присутствие в сенате членов одной фамилии, но этот законопроект не был принят во внимание.
Крупный анналист Корнелий Тацит описывает Гатерия как «сонного, ничем не примечательного человека». После разоблачения заговора Сеяна он был казнён по приказу принцепса. Впрочем, степень участия Гатерия в заговоре остаётся неизвестной. Его вдова через год вышла замуж за Гая Саллюстия Пассиена Криспа.

## Семья и потомки
В браке с Домицией Лепидой у Гатерия родился единственный сын, в 53 году также достигший консульства.